# 1. Fußball-Club Köln 01/07 1976-1977
Questa voce raccoglie le informazioni riguardanti il 1. Fußball-Club Köln 01/07 nelle competizioni ufficiali della stagione 1976-1977.

## Stagione
Nella stagione 1976-1977 il Colonia, allenato da Hennes Weisweiler, concluse il campionato di Bundesliga al 5º posto. In Coppa di Germania il Colonia perse la finale con dal Hertha Berlino. In Coppa UEFA il Colonia fu eliminato agli ottavi di finale dal QPR.

## Rosa
| N. |                     | Ruolo | Calciatore         |
| -- | ------------------- | ----- | ------------------ |
|    | Germania (bandiera) | P     | Wolfgang Mattern   |
|    | Germania (bandiera) | P     | Toni Schumacher    |
|    | Serbia (bandiera)   | P     | Slobodan Topalović |
|    | Germania (bandiera) | D     | Bernd Cullmann     |
|    | Germania (bandiera) | D     | Roland Gerber      |
|    | Germania (bandiera) | D     | Herbert Hein       |
|    | Germania (bandiera) | D     | Harald Konopka     |
|    | Germania (bandiera) | D     | Rainer Nicot       |
|    | Germania (bandiera) | D     | Gerd Strack        |
|    | Germania (bandiera) | D     | Wolfgang Weber     |
|    | Germania (bandiera) | C     | Heinz Flohe        |
|    | Germania (bandiera) | C     | Jürgen Glowacz     |

| N. |                      | Ruolo | Calciatore           |
| -- | -------------------- | ----- | -------------------- |
|    | Germania (bandiera)  | C     | Herbert Neumann      |
|    | Germania (bandiera)  | C     | Wolfgang Overath     |
|    | Germania (bandiera)  | C     | Dieter Prestin       |
|    | Germania (bandiera)  | C     | Ferdinand Rohde      |
|    | Germania (bandiera)  | C     | Norbert Schmitz      |
|    | Germania (bandiera)  | C     | Heinz Simmet         |
|    | Germania (bandiera)  | C     | Herbert Zimmermann   |
|    | Danimarca (bandiera) | A     | Preben Elkjær Larsen |
|    | Germania (bandiera)  | A     | Klaus Kösling        |
|    | Germania (bandiera)  | A     | Hannes Löhr          |
|    | Germania (bandiera)  | A     | Dieter Müller        |
|    | Belgio (bandiera)    | A     | Roger Van Gool       |

## Organigramma societario
Area tecnica
- Allenatore: Hennes Weisweiler
- Allenatore in seconda: Wolfgang Weber
- Preparatore dei portieri: Rolf Herings
- Preparatori atletici:

## Calciomercato

### Sessione estiva
| Acquisti | Acquisti             | Acquisti           | Acquisti |
| R.       | Nome                 | da                 | Modalità |
| -------- | -------------------- | ------------------ | -------- |
| A        | Preben Elkjær Larsen | Vanløse            |          |
| P        | Wolfgang Mattern     | Viktoria Colonia   |          |
| C        | Norbert Schmitz      | Schwarz-Weiß Düren |          |
| A        | Roger Van Gool       | Club Bruges        |          |

| Cessioni | Cessioni         | Cessioni     | Cessioni |
| R.       | Nome             | a            | Modalità |
| -------- | ---------------- | ------------ | -------- |
| A        | Matthias Brücken | Würzburg     |          |
| A        | Detlev Lauscher  | Basilea      |          |
| C        | Günter Schäfer   | Osnabrück    |          |
| D        | Dieter Schwabe   | Bonner       |          |
| A        | Günter Weber     | Duisburg     |          |
| A        | Benny Wendt      | TeBe Berlino |          |

### Sessione invernale
| Acquisti | Acquisti | Acquisti | Acquisti |
| R.       | Nome     | da       | Modalità |
| -------- | -------- | -------- | -------- |

| Cessioni | Cessioni | Cessioni | Cessioni |
| R.       | Nome     | a        | Modalità |
| -------- | -------- | -------- | -------- |

## Risultati

### Bundesliga

#### Girone di andata
| Arbitro: | Frickel |

|                             |           |            |
| Müller 39’, 42’ Konopka 63’ | Marcatori | 47’ Melzer |

| Arbitro: | Quindeau |

|  |           |                                        |
|  | Marcatori | 16’ van Gool 76’ Müller 83’ Zimmermann |

| Arbitro: | Linn |

|                          |           |  |
| van Gool 10’ Kösling 86’ | Marcatori |  |

| Arbitro: | Antz |

|              |           |                           |
| Mattsson 65’ | Marcatori | 42’, 53’ Müller 51’ Flohe |

| Arbitro: | Aldinger |

|                           |           |  |
| Overath 60’, 86’ Löhr 81’ | Marcatori |  |

| Arbitro: | Lutz |

|                                  |           |                     |
| Wendt 2’ Schulz 13’ Subklewe 55’ | Marcatori | 88’ Löhr 90’ Müller |

| Arbitro: | Biwersi |

|                                              |           |             |
| Rummenigge 9’ Hoeneß 41’, 78’ Dürnberger 79’ | Marcatori | 60’ Overath |

| Arbitro: | Walz |

|                       |           |  |
| Gerber 76’ Müller 88’ | Marcatori |  |

| Arbitro: | Frickel |

|                                |           |            |
| Eigl 42’ Zimmermann 77’ (aut.) | Marcatori | 50’ Müller |

| Arbitro: | Horstmann |

|                                                               |           |                   |
| Löhr 45’, 60’ (rig.) Strack 50’ Müller 84’ Konopka 88’ (rig.) | Marcatori | 73’ (rig.) Traser |

| Arbitro: | Niemann |

|                       |           |            |
| Struth 49’ Janzon 85’ | Marcatori | 13’ Müller |

| Arbitro: | Messmer |

|  |           |                              |
|  | Marcatori | 43’, 83’ Heynckes 74’ Bonhof |

| Arbitro: | Linn |

|             |           |            |
| Büssers 45’ | Marcatori | 34’ Larsen |

| Arbitro: | Biwersi |

|                                       |           |                          |
| Gerber 5’ Müller 16’ Flohe 57’ (rig.) | Marcatori | 21’ Sidka 88’ Hermandung |

| Arbitro: | Schröder |

|           |           |                      |
| Fromm 44’ | Marcatori | 63’ Müller 73’ Flohe |

| Arbitro: | Gabor |

|              |           |           |
| van Gool 57’ | Marcatori | 53’ Hartl |

| Arbitro: | Aldinger |

|                       |           |            |
| Røntved 52’ Röber 53’ | Marcatori | 28’ Müller |

#### Girone di ritorno
| Arbitro: | Joos |

|                                    |           |                                |
| Toppmöller 46’, 69’ Riedl 48’, 81’ | Marcatori | 38’ (aut.) Scheller 42’ Müller |

| Arbitro: | Waltert |

|                        |           |                                |
| Müller 18’ Overath 72’ | Marcatori | 22’ Hrubesch 24’ Wieczorkowski |

| Arbitro: | Jensen |

|                           |           |  |
| Wenzel 40’, 63’, 69’, 76’ | Marcatori |  |

| Arbitro: | Lutz |

|                    |           |                       |
| Löhr 8’ Müller 10’ | Marcatori | 29’ Szymanek 88’ Seel |

| Arbitro: | Walther |

|                                        |           |                          |
| Holzer 10’ Frank 61’, 77’ Hollmann 66’ | Marcatori | 23’ van Gool 85’ Glowacz |

| Arbitro: | Messmer |

|                                                               |           |                                                      |
| Müller 5’, 7’, 67’, 82’ Simmet 20’, 49’ Overath 25’ Flohe 85’ | Marcatori | 2’ Hochheimer 44’ Stradt 68’ Berkemeier 74’ Subklewe |

| Arbitro: | Engel |

|                                         |           |  |
| van Gool 8’, 17’ Beckenbauer 57’ (aut.) | Marcatori |  |

| Arbitro: | Frickel |

|               |           |                |
| Abramczik 28’ | Marcatori | 21’ Zimmermann |

| Arbitro: | Klauser |

|                      |           |                                    |
| Müller 10’, 21’, 33’ | Marcatori | 56’ Bertl 64’ Volkert 76’ Memering |

| Arbitro: | Schmoock |

|                         |           |             |
| Stegmayer 45’, 50’, 67’ | Marcatori | 18’ Prestin |

| Arbitro: | Jensen |

|                                |           |                   |
| Müller 1’, 36’, 73’ Gerber 14’ | Marcatori | 70’ (rig.) Struth |

| Arbitro: | Ohmsen |

|                                   |           |           |
| Bonhof 58’ Simonsen 70’ Kulik 77’ | Marcatori | 75’ Flohe |

| Arbitro: | Walz |

|                                            |           |                        |
| Löhr 28’, 43’ Müller 37’, 56’ van Gool 87’ | Marcatori | 33’ Bücker 54’ Seliger |

| Arbitro: | Roth |

|                            |           |                                         |
| Gersdorff 21’ Granitza 71’ | Marcatori | 10’, 77’ Müller 54’ Strack 65’ van Gool |

| Arbitro: | Meuser |

|                                                |           |            |
| Müller 15’, 20’, 42’, 43’ Flohe 33’ Simmet 60’ | Marcatori | 85’ Kaczor |

| Arbitro: | Burgers |

|                 |           |                         |
| Burgsmüller 18’ | Marcatori | 58’ Simmet 89’ van Gool |

| Arbitro: | Klauser |

|                                    |           |  |
| Flohe 10’ Overath 29’ van Gool 83’ | Marcatori |  |

### Coppa di Germania
| Arbitro: | Heitmann |

|  |           |                                                            |
|  | Marcatori | 38’, 48’, 86’ Müller 45’, 58’ Overath 67’ Löhr 85’ Glowacz |

| Arbitro: | Roth |

|                   |           |                                            |
| Kriegler 31’, 58’ | Marcatori | 25’, 105’ Müller 43’ Löhr 83’ (rig.) Flohe |

| Arbitro: | Redelfs |

|                                                              |           |            |
| Müller 3’ Flohe 17’ (rig.) van Gool 34’ Löhr 60’ Neumann 81’ | Marcatori | 37’ Eggert |

| Arbitro: | Basedow |

|                                                              |           |                     |
| Flohe 12’, 18’ Müller 14’, 37’ Overath 24’, 32’ van Gool 30’ | Marcatori | 63’ Bartel 88’ Lenz |

| Arbitro: | Roth |

|                                  |           |                       |
| Müller 4’, 48’, 84’ Cullmann 56’ | Marcatori | 24’ Eder 88’ Petrovic |

| Arbitro: | Horstmann |

|                                                 |           |  |
| Zimmermann 7’ Simmet 34’ Müller 44’ Prestin 67’ | Marcatori |  |

| Arbitro: | Frickel |

|            |           |          |
| Müller 44’ | Marcatori | 64’ Horr |

| Arbitro: | Ohmsen |

|            |           |  |
| Müller 70’ | Marcatori |  |

### Coppa UEFA
| Arbitro: | Månsson |

|                               |           |  |
| Flohe 42’ (rig.) van Gool 88’ | Marcatori |  |

| Arbitro: | Derks |

|           |           |            |
| Ogaza 18’ | Marcatori | 75’ Müller |

| Arbitro: | Wright |

|                        |           |  |
| Konopka 37’ Müller 77’ | Marcatori |  |

| Arbitro: | Rauš |

|                            |           |                            |
| Bauer 75’ (rig.) Bosco 85’ | Marcatori | 56’ Müller 58’, 79’ Larsen |

| Arbitro: | Schiller |

|                                |           |  |
| Givens 39’ Webb 41’ Bowles 75’ | Marcatori |  |

| Arbitro: | Ibáñez |

|                                    |           |           |
| Müller 22’, 60’ Löhr 33’ Weber 36’ | Marcatori | 4’ Masson |

## Statistiche

### Statistiche di squadra
| Competizione      | Punti | In casa | In casa | In casa | In casa | In casa | In casa | In trasferta | In trasferta | In trasferta | In trasferta | In trasferta | In trasferta | Totale | Totale | Totale | Totale | Totale | Totale | DR  |
| Competizione      | Punti | G       | V       | N       | P       | Gf      | Gs      | G            | V            | N            | P            | Gf           | Gs           | G      | V      | N      | P      | Gf     | Gs     | DR  |
| ----------------- | ----- | ------- | ------- | ------- | ------- | ------- | ------- | ------------ | ------------ | ------------ | ------------ | ------------ | ------------ | ------ | ------ | ------ | ------ | ------ | ------ | --- |
| Bundesliga        | 40    | 17      | 12      | 4       | 1       | 55      | 23      | 17           | 5            | 2            | 10           | 28           | 38           | 34     | 17     | 6      | 11     | 83     | 61     | +22 |
| Coppa di Germania | -     | 6       | 5       | 1       | 0       | 22      | 6       | 2            | 2            | 0            | 0            | 11           | 2            | 8      | 7      | 1      | 0      | 33     | 8      | +25 |
| Coppa UEFA        | -     | 3       | 3       | 0       | 0       | 8       | 1       | 3            | 1            | 1            | 1            | 4            | 6            | 6      | 4      | 1      | 1      | 12     | 7      | +5  |
| Totale            | 40    | 26      | 20      | 5       | 1       | 85      | 30      | 22           | 8            | 3            | 11           | 43           | 46           | 48     | 28     | 8      | 12     | 128    | 76     | +52 |

### Andamento in campionato
| Giornata  | 1 | 2 | 3 | 4 | 5 | 6 | 7 | 8 | 9 | 10 | 11 | 12 | 13 | 14 | 15 | 16 | 17 | 18 | 19 | 20 | 21 | 22 | 23 | 24 | 25 | 26 | 27 | 28 | 29 | 30 | 31 | 32 | 33 | 34 |
| --------- | - | - | - | - | - | - | - | - | - | -- | -- | -- | -- | -- | -- | -- | -- | -- | -- | -- | -- | -- | -- | -- | -- | -- | -- | -- | -- | -- | -- | -- | -- | -- |
| Luogo     | C | T | C | T | C | T | T | C | T | C  | T  | C  | T  | C  | T  | C  | T  | T  | C  | T  | C  | T  | C  | C  | T  | C  | T  | C  | T  | C  | T  | C  | T  | C  |
| Risultato | V | V | V | V | V | P | P | V | P | V  | P  | P  | N  | V  | V  | N  | P  | P  | N  | P  | N  | P  | V  | V  | N  | N  | P  | V  | P  | V  | V  | V  | V  | V  |
| Posizione | 2 | 1 | 1 | 1 | 1 | 1 | 4 | 3 | 3 | 3  | 5  | 7  | 6  | 5  | 5  | 4  | 5  | 7  | 7  | 8  | 8  | 9  | 7  | 6  | 6  | 6  | 9  | 8  | 10 | 7  | 5  | 5  | 5  | 5  |

Legenda:

Luogo: C = Casa; T = Trasferta. Risultato: V = Vittoria; N = Pareggio; P = Sconfitta.

### Statistiche dei giocatori
| Giocatore     | Bundesliga | Bundesliga | Bundesliga  | Bundesliga | Coppa di Germania | Coppa di Germania | Coppa di Germania | Coppa di Germania | Coppa UEFA | Coppa UEFA | Coppa UEFA  | Coppa UEFA | Totale   | Totale | Totale      | Totale     |
| Giocatore     | Presenze   | Reti       | Ammonizioni | Espulsioni | Presenze          | Reti              | Ammonizioni       | Espulsioni        | Presenze   | Reti       | Ammonizioni | Espulsioni | Presenze | Reti   | Ammonizioni | Espulsioni |
| ------------- | ---------- | ---------- | ----------- | ---------- | ----------------- | ----------------- | ----------------- | ----------------- | ---------- | ---------- | ----------- | ---------- | -------- | ------ | ----------- | ---------- |
| B. Cullmann   | 12         | 0          | 1           | 0          | 2                 | 1                 | 0                 | 0                 | 2          | 0          | 0           | 0          | 16       | 1      | 1           | 0          |
| H. Flohe      | 30         | 7          | 4           | 1          | 7                 | 4                 | 0                 | 0                 | 6          | 1          | 0           | 0          | 43       | 12     | 4           | 1          |
| R. Gerber     | 31         | 3          | 2           | 0          | 8                 | 0                 | 0                 | 0                 | 5          | 0          | 0           | 0          | 44       | 3      | 2           | 0          |
| J. Glowacz    | 21         | 1          | 0           | 0          | 4                 | 1                 | 0                 | 0                 | 4          | 0          | 0           | 0          | 29       | 2      | 0           | 0          |
| H. Hein       | 6          | 0          | 2           | 1          | 2                 | 0                 | 0                 | 0                 | 1          | 0          | 0           | 0          | 9        | 0      | 2           | 1          |
| H. Konopka    | 30         | 2          | 3           | 0          | 8                 | 0                 | 1                 | 0                 | 5          | 1          | 0           | 0          | 43       | 3      | 4           | 0          |
| K. Kösling    | 8          | 1          | 0           | 0          | 2                 | 0                 | 1                 | 0                 | 3          | 0          | 0           | 0          | 13       | 1      | 1           | 0          |
| P. Larsen     | 9          | 1          | 1           | 0          | 1                 | 0                 | 0                 | 0                 | 3          | 2          | 0           | 0          | 13       | 3      | 1           | 0          |
| H. Löhr       | 27         | 7          | 1           | 0          | 8                 | 3                 | 0                 | 0                 | 3          | 1          | 0           | 0          | 38       | 11     | 1           | 0          |
| W. Mattern    | 0          | 0          | 0           | 0          | 0                 | 0                 | 0                 | 0                 | 0          | 0          | 0           | 0          | 0        | 0      | 0           | 0          |
| D. Müller     | 34         | 34         | 1           | 0          | 8                 | 14                | 0                 | 0                 | 6          | 5          | 0           | 0          | 48       | 53     | 1           | 0          |
| H. Neumann    | 9          | 0          | 0           | 0          | 4                 | 1                 | 0                 | 0                 | 0          | 0          | 0           | 0          | 13       | 1      | 0           | 0          |
| R. Nicot      | 5          | 0          | 0           | 0          | 1                 | 0                 | 0                 | 0                 | 0          | 0          | 0           | 0          | 6        | 0      | 0           | 0          |
| W. Overath    | 24         | 6          | 3           | 0          | 5                 | 4                 | 1                 | 0                 | 5          | 0          | 0           | 0          | 34       | 10     | 4           | 0          |
| D. Prestin    | 3          | 1          | 0           | 0          | 1                 | 1                 | 0                 | 0                 | 0          | 0          | 0           | 0          | 4        | 2      | 0           | 0          |
| F. Rohde      | 4          | 0          | 0           | 0          | 1                 | 0                 | 0                 | 0                 | 0          | 0          | 0           | 0          | 5        | 0      | 0           | 0          |
| N. Schmitz    | 0          | 0          | 0           | 0          | 0                 | 0                 | 0                 | 0                 | 0          | 0          | 0           | 0          | 0        | 0      | 0           | 0          |
| T. Schumacher | 27         | 0          | 0           | 0          | 6                 | 0                 | 0                 | 0                 | 6          | 0          | 0           | 0          | 39       | 0      | 0           | 0          |
| H. Simmet     | 34         | 4          | 3           | 0          | 8                 | 1                 | 1                 | 0                 | 6          | 0          | 0           | 0          | 48       | 5      | 4           | 0          |
| G. Strack     | 16         | 2          | 2           | 0          | 4                 | 0                 | 0                 | 0                 | 2          | 0          | 0           | 0          | 22       | 2      | 2           | 0          |
| S. Topalović  | 8          | 0          | 0           | 0          | 2                 | 0                 | 0                 | 0                 | 0          | 0          | 0           | 0          | 10       | 0      | 0           | 0          |
| W. Weber      | 18         | 0          | 4           | 0          | 4                 | 0                 | 0                 | 0                 | 6          | 1          | 0           | 0          | 28       | 1      | 4           | 0          |
| H. Zimmermann | 30         | 2          | 3           | 0          | 7                 | 1                 | 0                 | 0                 | 3          | 0          | 0           | 0          | 40       | 3      | 3           | 0          |
| R. van Gool   | 32         | 10         | 2           | 0          | 6                 | 2                 | 0                 | 0                 | 6          | 1          | 0           | 0          | 44       | 13     | 2           | 0          |